# 3-я гвардейская дивизия (Япония)
3-я гвардейская дивизия (яп. 近衛第3師団, коно дай-сан сидан) — гвардейская пехотная дивизия Императорской армии Японии. Образована в 1944 году на основе подразделений Императорской гвардии.
В состав дивизии входили:
- 8-й гвардейский пехотный полк
- 9-й гвардейский пехотный полк
- 10-й гвардейский пехотный полк

Распущена после окончания Второй мировой войны.